# Islamabad
Islāmābād (اسلاماباد) este capitala Pakistanului, fiind situat în nord-estul țării. Similar altor capitale (precum Washington, D.C. și Brasilia), orașul a fost construit de la zero în anii 1960 pentru a înlocui orașul Karachi la cârma statului. Planificarea și execuția construcțiilor s-au bazat în special pe opera planificatorului urban Constantinos A. Doxiadis. Rawalpindi este considerat orașul său frate, datorită apropierii dintre cele două. De fapt, majoritatea cartierelor generale ale armatei pakistaneze se află în Rawalpindi.
Islamabad este un oraș modern și curat, în special în comparație cu alte orașe din Pakistan. Este foarte bine organizat, fiind împărțit în mai multe sectoare, în funcție de facilitățiile pe care le oferă, precum moschei sau piețe, pentru a deservi o populație inițial estimată la circa 530.000 de locuitori. În Islamabad se află Moscheea Faisal, celebră pentru arhitectura și mărimea sa. De asemenea, Universitatea Quaid-i-Azam University se află în capitală. Pe lângă acestea, aici se află numeroase clădiri guvernamentale și ambasadele străine.
Islamabadul este deservit de Aeroportul Internațional Islamabad.